# Rouda
Rouda est un rappeur, slameur et écrivain français.

## Biographie
Rouda est né à Montreuil en 1976. Il est membre actif du mouvement slam depuis 2000 et est considéré comme l'un des pionniers de la scène slam française,, notamment en tant que membre fondateur du collectif 129H et compagnon de route de Grand Corps Malade, S Petit Nico ou D' de Kabal.
En 2006, il coécrit et interprète le morceau Parole du bout du monde, sur le premier album de Grand Corps Malade Midi 20, double disque de platine. Son premier album solo, Musique des lettres, sort en 2007 sur le label Le Chant du Monde / Harmonia Mundi. Il se vend à près de 10.000 exemplaires et fait l’objet d’une tournée de 50 dates en France et à l’étranger. The French Guy, son deuxième album solo, sort en 2016 en autoproduction et distribué par le label Modulor. Fatras, son troisième EP, sort en 2019.
De 2010 à 2013, il est également chroniqueur du Micro ouvert de la matinale du Mouv'.
Rouda contribue à diffuser la discipline slam lors de festivals en France (Étonnants Voyageurs, Mythos, entre autres) et à l'étranger (Allemagne, Suisse, Égypte, Mali, Haïti, Sénégal, Congo-Brazzaville, Burundi, Venezuela, États-Unis). Il sillonne l'espace francophone avec ses spectacles (Musique des Lettres, Slameurs publics, Le Souk de la parole...) et ses ateliers d'écriture. En 2016, Rouda est invité en résidence à Chicago par l'inventeur du slam Marc Smith pour la création French Connection avec son collectif 129H.  
Le 05 janvier 2023, il publie son premier roman, Les mots nus, aux Éditions Liana Levi, qui bénéfice d'un accueil enthousiaste ,,,,. En 2024, Rouda est lauréat de la 37ème édition du Festival du premier roman de Chambéry. 
La sortie de ce premier roman s'accompagne d'une lecture musicale, en digital sous la forme d'un EP et sur scène accompagné par Nicolas Séguy. La lecture musicale Les mots nus fait l'objet d'une tournée en librairies et sur les plus grands festivals littéraires de France (Le Goût des Autres, Bibliothèques idéales,  Les Escales du livre, Le livre à Metz, Littératures métisses, Étonnants Voyageurs... ). Elle l'emmène également en Belgique et à Madagascar .   
Le 13 avril 2023, il publie avec Lyor du collectif 129H et le linguiste Julien Barret le premier guide d'écriture consacré au slam : L'atelier slam, écrire et dire des mots qui claquent, chez First Éditions.
Le 28 août 2025, il publie son deuxième roman, Les Jardins perdus, toujours aux Editions Liana Levi . La sortie de ce nouveau roman s'accompagne d'une lecture musicale composée par Nicolas Seguy et Nicolas Repac.   

## Publications
- 2002 : Rappeur de gouttière dans l'Anthologie du slam (éditions Seghers)
- 2003 : La Brindille (Spoke éditions)
- 2006 : Le Conte des 1001 peines dans Le Slam (Dada – Mango éditions)
- 2007 : Amour et La Vénusienne dans Blah ! Une anthologie du slam (éditions Florent Massot)
- 2013 : Il fait un temps de poème (textes rassemblés et présentés par Yvon Le Men, éditions Filigranes)
- 2023 : Les mots nus (éditions Liana Levi)
- 2023 : L'atelier slam, écrire et dire des mots qui claquent (First Éditions)
- 2025 : Les Jardins perdus (éditions Liana Levi)

## Discographie
Albums studio
- 2007 : Musique des lettres (Le Chant du monde – Harmonia Mundi)
- 2016 : The French Guy (Rouda / Modulor)

EP's
- 2003 : Chroniques de gouttière (autoproduit)
- 2012 : À l'ombre des brindilles (autoproduit)
- 2019 : Fatras (Rouda / Modulor)
- 2023 : Les mots nus – lecture musicale - (Rouda / Modulor)
- 2025 : Les Jardins perdus – lecture musicale - (Rouda / Modulor)

### Collaborations
- 2006 : Parole du bout du monde sur l'album Midi 20 de Grand Corps Malade (AZ Universal)
- 2010 : Picture of a Lie sur l'album Signs de Bauchklang (Monkey Music)
- 2014 : Bazoba sur l'album Nteko de Nteko (Congo Production)
- 2017 : Le Vieux Bateau de bois sur l'album Babel Connexion de Haïdouti Orkestar (Tchekchouka)
- 2022 : Personne ne nous arrête sur l'album Dub Poésie (129H)